# Pueblonuevo del Guadiana
Pueblonuevo del Guadiana é um município da Espanha na comarca da Terra de Badajoz, província de Badajoz, comunidade autónoma da Estremadura, de área 30,95 km². Em 2021 tinha 1 989 habitantes (densidade: 64,3 hab./km²).